# Pliva
Pliva – chorwackie przedsiębiorstwo farmaceutyczne z główną siedzibą w Zagrzebiu.
Przedsiębiorstwo zostało utworzone w 1921 roku w Karlovacu, początkowo pod nazwą Kaštel. W 1935 roku pracował w nim Vladimir Prelog, którego badania nad alkaloidami, doprowadziły do wprowadzenia na rynek Streptazolu, pierwszego leku sulfonamidyowego.
W 1980 kierowana przez Slobodana Đokicia grupa badaczy z laboratorium Plivy uzyskała i opatentowała azytromycynę. Na podstawie umowy licencyjnej z firmą Pfizer (której badacze również uzyskali ten związek), Pliva uzyskała wyłączność na sprzedaż tego antybiotyku (pod nazwą handlową Sumamed) w Europie Środkowej i Wschodniej, podczas gdy jego odpowiednik Zithromax, produkowany przez Pfizer był sprzedawany w Stanach Zjednoczonych i Europie Zachodniej.
W latach 90. XX wieku firma dokonała szeregu akwizycji, kupując m.in. Krakowskie Zakłady Farmaceutyczne Polfa w Krakowie. Zakupiona w 1997 roku firma od 1998 zmieniła nazwę na Pliva Kraków. Krakowski zakład specjalizuje się w lekach bezreceptowych, wśród jego produktów znajduje się Aviomarin (tabletki dimenhydrynatu), Flegamina (preparat bromheksyny), preparaty wapniowe i witaminowe.
W 2006 roku Plivę przejął amerykański koncern Barr Pharmaceuticals, należący od grudnia 2008 r. do izraelskiej firmy Teva.